# 29号加利福尼亚州州道
29号加利福尼亚州州道（California State Route 29）是一条南北走向的加利福尼亚州州级公路，南起瓦列霍接80号州际公路（I-80），北至上湖接20号加利福尼亚州州道（CA 20），全长170.024公里，是萊克縣通往舊金山灣區的主要通道。